# Luana Lira
Luana Lira (João Pessoa, 5 de Março de 1996) é uma atleta de saltos ornamentais brasileira. Ela compete nas provas de trampolim de 1 e de 3 metros, e no trampolim sincronizado de 3 metros. Luana garantiu vaga nos Jogos Olímpicos de Tóquio 2020.

## Trajetória
Luana Lira começou a treinar saltos ornamentais aos 8 anos de idade. Sua primeira competição internacional foi em 2014, no Grand Prix de Salto Ornamental da FINA, em Gatineau, Canadá, desde então ela participou de diversas competições internacionais como o Mundial de Esportes Aquáticos, nos anos de 2015, 2017 e 2019. No Grand Prix da FINA de 2017, realizado em Bolzano, Itália, Luana competiu em dupla com Tammy Galera e conquistou a medalha de bronze na categoria sincronizado de 3 metros.
Na Taça Brasil de Saltos Ornamentais do ano de 2019, Luana conquistou duas medalhas de ouro (trampolim de 1 m e sincronizado feminino de 3 m) e uma de prata (trampolim de 3 m).
A atleta garantiu vaga nos Jogos Olímpicos de Tóquio 2020 ao alcançar as semifinais no Pré-olímpico, na modalidade trampolim de 3 metros.